# Белявский, Леонид Савелиевич
Леони́д Саве́лиевич Беля́вский (лат. Ļeonīds Beļjavskis 10 октября 1927, Полтава, Украинская ССР, СССР — 6 сентября 2011, Рига, Латвия) — советский и российский актёр драматического театра и кино, театральный режиссёр и театральный деятель. Заслуженный деятель искусств РСФСР (1980). Народный артист РСФСР (1988).

## Биография
Леонид Белявский родился 10 октября 1927 года в городе Полтаве Украинской ССР в семье работника книготорговли Савелия Белявского.
Учился в Горьковском авиационном техникуме (1942—1947), некоторое время работал на Горьковском авиационном заводе.
В 1951 году окончил отделение «Актёр драматического театра и кино» Горьковского театрального училища (группа «Б», творческие руководители — Народный артист РСФСР Н. А. Левкоев, В. А. Лебский, В. Л. Витальев). Его сокурсниками были Евгений Евстигнеев, Людмила Хитяева, Михаил Зимин, Владимир Вихров, Александр Палеес. Несколько лет был актёром в Горьковском ТЮЗе, а затем окончил режиссёрский факультет Ленинградского государственного института театра, музыки и кинематографии имени Н. К. Черкасова.
В 1960-е годы работал режиссёром-постановщиком в Смоленском государственном драматическом театре имени А. С. Грибоедова и Горьковском театре драмы. Поставил свои первые спектакли — «В день свадьбы», «Все мои сыновья», «Женский монастырь», «Остановка автобуса».
В 1964—1975 годах — режиссёр Рижского театра русской драмы. Среди постановок: «За час до полуночи» В. Шубрта, «Хочу быть честным» Владимира Войновича, «Разорванный рубль» Сергея Антонова и Оскара Ремеза, «Я отвечаю за всё» по роману Юрия Германа, «Жизнь господина де Мольера» («Кабала святош») Михаила Булгакова, «Энергичные люди» Василия Шукшина.
В 1975—1988 годах работал в Красноярском крае. В 1975—1982 годах — режиссёр Норильского Заполярного театра драмы имени В. В. Маяковского, где запомнился новаторскими постановками: «Темп-29» по пьесе Н. Погодина, «Мистерия — буфф» по пьесам Владимира Маяковского, «Случай в метро» Н. Бауэра.
В 1983—1988 годах — главный режиссёр Красноярского драматического театра имени А. С. Пушкина. Среди работ: «Дети Арбата» Анатолия Рыбакова, «Театр Нерона и Сенеки» Эдварда Радзинского «Не убий» Виктора Астафьева, «Грехопадение» Владимира Набокова. Во время работы в Красноярске был удостоен почётного звания «Народный артист РСФСР».
В 1988—1999 годах — главный режиссёр Рижского русского театра имени Михаила Чехова. Среди постановок на рижской сцене: «Чонкин», «Камера-обскура», «Жених из Иерусалима», «Месяц в деревне», «Грехи Трины», «Чума на ваши оба дома!», «Голый король», «Трактирщица», «Онегин, добрый мой приятель», «…а счастье лучше», «Браво, Лауренсия!», «…Не везёт мне в смерти — повезёт в любви» и входящие в современный репертуар постановки «Бинго», «Юбилей всмятку» и «Ретро».
В 1999—2004 годах — главный режиссёр Нижегородского государственного академического театра драмы имени М. Горького. Среди постановок: «Девятый праведник» Е. Юрандота, «Куколка» Теннеси Уильямса, «Похождения Чичикова» по поэме Н. В. Гоголя «Мёртвые души», «Гамлет, принц датский» Уильяма Шекспира, «Петербургский роман» («Униженные и оскорблённые») по Ф. М. Достоевскому.
В последние годы — внештатный режиссёр Рижского русского театра имени Михаила Чехова.
Умер 6 сентября 2011 года. Похоронен на Богословском кладбище в Санкт-Петербурге.

Могила Белявского на Богословском кладбище Санкт-Петербурга.

## Государственные награды
- 1980 — почётное звание «Заслуженный деятель искусств РСФСР» (08.09.1980);
- 1988 — почётное звание «Народный артист РСФСР» (30.09.1988).